# Santa María la Real de Nieva (kommunhuvudort)
Santa María la Real de Nieva är en kommunhuvudort i Spanien.   Den ligger i provinsen Provincia de Segovia och regionen Kastilien och Leon, i den centrala delen av landet, 90 km nordväst om huvudstaden Madrid. Santa María la Real de Nieva ligger 900 meter över havet och antalet invånare är 1 310.
Terrängen runt Santa María la Real de Nieva är platt. Runt Santa María la Real de Nieva är det mycket glesbefolkat, med 6 invånare per kvadratkilometer. Närmaste större samhälle är Nava de la Asunción, 11,7 km nordväst om Santa María la Real de Nieva. Trakten runt Santa María la Real de Nieva består till största delen av jordbruksmark.